# EHF Liga Mistrzów 2016/2017 (grupa A)
EHF Liga Mistrzów 2016/2017 - rozgrywki i tabela grupy A
| Lp. | Drużyna                | M  | Mecze | Mecze | Mecze | Bramki | Bramki | Bramki | Pkt |
| Lp. | Drużyna                | M  | W     | R     | P     | +      | −      | +/−    | Pkt |
| --- | ---------------------- | -- | ----- | ----- | ----- | ------ | ------ | ------ | --- |
| 1.  | FC Barcelona           | 14 | 12    | 1     | 1     | 413    | 354    | +59    | 25  |
| 2.  | Paris SG Handball      | 14 | 12    | 0     | 2     | 451    | 383    | +68    | 24  |
| 3.  | MVM Veszprém KC        | 14 | 8     | 2     | 4     | 381    | 365    | +16    | 18  |
| 4.  | SG Flensburg-Handewitt | 14 | 7     | 1     | 6     | 382    | 366    | +16    | 15  |
| 5.  | THW Kiel               | 14 | 5     | 2     | 7     | 353    | 376    | −23    | 12  |
| 6.  | Bjerringbro-Silkeborg  | 14 | 4     | 0     | 10    | 364    | 396    | −32    | 8   |
| 7.  | Orlen Wisła Płock      | 14 | 3     | 2     | 9     | 367    | 401    | −34    | 8   |
| 8.  | Kadetten Schaffhausen  | 14 | 1     | 0     | 13    | 370    | 440    | −70    | 2   |

| Gospodarz \ Gość       | VES   | BAR   | PSG   | BSV   | PLO   | FLE   | KAD   | KIE   |
| MVM Veszprém KC        |       | 22:25 | 28:29 | 30:29 | 31:25 | 34:28 | 32:28 | 21:19 |
| FC Barcelona           | 26:23 |       | 35:32 | 34:19 | 36:28 | 26:23 | 38:25 | 26:25 |
| Paris SG Handball      | 28:24 | 33:26 |       | 32:27 | 33:30 | 27:22 | 34:26 | 42:24 |
| Bjerringbro-Silkeborg  | 24:29 | 23:27 | 30:36 |       | 33:24 | 19:25 | 37:32 | 25:28 |
| Orlen Wisła Płock      | 28:28 | 23:28 | 25:29 | 28:25 |       | 30:37 | 33:26 | 24:22 |
| SG Flensburg-Handewitt | 24:24 | 27:28 | 33:34 | 26:24 | 22:20 |       | 31:26 | 25:26 |
| Kadetten Schaffhausen  | 27:28 | 24:31 | 25:35 | 24:25 | 27:25 | 26:29 |       | 25:30 |
| THW Kiel               | 25:27 | 27:27 | 28:27 | 21:24 | 24:24 | 22:30 | 32:29 |       |

Wyniki
| 22 września 201620:00 | Kadetten Schaffhausen | 24:25(12:10) | Bjerringbro-Silkeborg  | gospodarz Widzów: 2150 Sędzia: Ivan Pavićević Miloš Ražnatović |
| 22 września 201620:00 | Gábor Császár 11      | 24:25(12:10) | 7 Jóhan á Plógv Hansen | gospodarz Widzów: 2150 Sędzia: Ivan Pavićević Miloš Ražnatović |
| 22 września 201620:00 | 6× · 4×               | 24:25(12:10) | 6× · 2×                | gospodarz Widzów: 2150 Sędzia: Ivan Pavićević Miloš Ražnatović |

| 24 września 201617:30 | SG Flensburg-Handewitt | 24:24(10:13) | MVM Veszprém KC | gospodarz Widzów: 5027 Sędzia: Jonas Eliasson Anton Palsson |
| 24 września 201617:30 | Kentin Mahé 9          | 24:24(10:13) | 7 Momir Ilić    | gospodarz Widzów: 5027 Sędzia: Jonas Eliasson Anton Palsson |
| 24 września 201617:30 | 4× · 4×                | 24:24(10:13) | 8× · 3×         | gospodarz Widzów: 5027 Sędzia: Jonas Eliasson Anton Palsson |

| 25 września 201618:00 | Orlen Wisła Płock              | 23:28(12:11) | FC Barcelona          | gospodarz Widzów: 5440 Sędzia: Matija Gubica Boris Milosević |
| 25 września 201618:00 | Sime Ivić 4 Dmitrij Żytnikow 4 | 23:28(12:11) | 7 Valero Rivera Folch | gospodarz Widzów: 5440 Sędzia: Matija Gubica Boris Milosević |
| 25 września 201618:00 | 4× · 3×                        | 23:28(12:11) | 2× · 2×               | gospodarz Widzów: 5440 Sędzia: Matija Gubica Boris Milosević |

| 25 września 201619:30 | THW Kiel        | 28:27(15:15) | Paris SG Handball | gospodarz Widzów: 10450 Sędzia: Michal Badura Jaroslav Ondogrecula |
| 25 września 201619:30 | Lukas Nilsson 5 | 28:27(15:15) | 10 Uwe Gensheimer | gospodarz Widzów: 10450 Sędzia: Michal Badura Jaroslav Ondogrecula |
| 25 września 201619:30 | 5× · 3×         | 28:27(15:15) | 5× · 3×           | gospodarz Widzów: 10450 Sędzia: Michal Badura Jaroslav Ondogrecula |

| 1 października 201617:30 | MVM Veszprém KC | 32:28(16:15) | Kadetten Schaffhausen | gospodarz Widzów: 5100 Sędzia: Robert Harabagiu Silviu Stănescu |
| 1 października 201617:30 | Momir Ilić 7    | 32:28(16:15) | 7 Luka Maros          | gospodarz Widzów: 5100 Sędzia: Robert Harabagiu Silviu Stănescu |
| 1 października 201617:30 | 6× · 4×         | 32:28(16:15) | 5× · 3×               | gospodarz Widzów: 5100 Sędzia: Robert Harabagiu Silviu Stănescu |

| 1 października 201619:30 | FC Barcelona   | 26:25(10:13) | THW Kiel          | gospodarz Widzów: 3500 Sędzia: Nenad Krstič Peter Ljubič |
| 1 października 201619:30 | Víctor Tomás 5 | 26:25(10:13) | 7 Domagoj Duvnjak | gospodarz Widzów: 3500 Sędzia: Nenad Krstič Peter Ljubič |
| 1 października 201619:30 | 2× · 4×        | 26:25(10:13) | 6× · 3× · 1×      | gospodarz Widzów: 3500 Sędzia: Nenad Krstič Peter Ljubič |

| 2 października 201616:50 | Bjerringbro-Silkeborg | 19:25(10:12) | SG Flensburg-Handewitt | gospodarz Widzów: 4042 Sędzia: Andrei Gousko Siarhei Repkin |
| 2 października 201616:50 | Nikolaj Markussen 5   | 19:25(10:12) | 5 Thomas Mogensen      | gospodarz Widzów: 4042 Sędzia: Andrei Gousko Siarhei Repkin |
| 2 października 201616:50 | 4× · 3×               | 19:25(10:12) | 2× · 3×                | gospodarz Widzów: 4042 Sędzia: Andrei Gousko Siarhei Repkin |

| 2 października 201617:30 | Paris SG Handball | 33:30(15:15) | Orlen Wisła Płock               | gospodarz Widzów: 2000 Sędzia: Sławe Nikołow Ǵorǵi Naczewski |
| 2 października 201617:30 | Nedim Remili 10   | 33:30(15:15) | 6 Gilberto Duarte 6 Tiago Rocha | gospodarz Widzów: 2000 Sędzia: Sławe Nikołow Ǵorǵi Naczewski |
| 2 października 201617:30 | 2× · 3×           | 33:30(15:15) | 4× · 4×                         | gospodarz Widzów: 2000 Sędzia: Sławe Nikołow Ǵorǵi Naczewski |

| 5 października 201618:30 | SG Flensburg-Handewitt | 27:28(11:13) | FC Barcelona    | gospodarz Widzów: 5627 Sędzia: Nenad Nikolić Dušan Stojković |
| 5 października 201618:30 | Holger Glandorf 6      | 27:28(11:13) | 8 Wa’il Dżalluz | gospodarz Widzów: 5627 Sędzia: Nenad Nikolić Dušan Stojković |
| 5 października 201618:30 | 3× · 3×                | 27:28(11:13) | 3× · 4×         | gospodarz Widzów: 5627 Sędzia: Nenad Nikolić Dušan Stojković |

| 8 października 201616:00 | Orlen Wisła Płock | 28:28(13:14) | MVM Veszprém KC   | gospodarz Widzów: 5350 Sędzia: Martin Gjeding Mads Hansen |
| 8 października 201616:00 | Šime Ivić 8       | 28:28(13:14) | 8 Aron Pálmarsson | gospodarz Widzów: 5350 Sędzia: Martin Gjeding Mads Hansen |
| 8 października 201616:00 | 7× · 1×           | 28:28(13:14) | 5× · 2×           | gospodarz Widzów: 5350 Sędzia: Martin Gjeding Mads Hansen |

| 8 października 201616:30 | Kadetten Schaffhausen | 25:35(8:19) | Paris SG Handball | gospodarz Widzów: 3500 Sędzia: Jan Erik Leandersson Mikael Lindroos |
| 8 października 201616:30 | Michał Szyba 6        | 25:35(8:19) | 7 Uwe Gensheimer  | gospodarz Widzów: 3500 Sędzia: Jan Erik Leandersson Mikael Lindroos |
| 8 października 201616:30 | 3× · 3×               | 25:35(8:19) | 2× · 3×           | gospodarz Widzów: 3500 Sędzia: Jan Erik Leandersson Mikael Lindroos |

| 9 października 201616:50 | Bjerringbro-Silkeborg                            | 25:28(9:12) | THW Kiel                       | gospodarz Widzów: 2315 Sędzia: Karim Gasmi Raouf Gasmi |
| 9 października 201616:50 | Jóhan Á Plógv Hansen 6 Allan Damgaard Espersen 6 | 25:28(9:12) | 7 Nikola Bilyk 7 Lukas Nilsson | gospodarz Widzów: 2315 Sędzia: Karim Gasmi Raouf Gasmi |
| 9 października 201616:50 | 2× · 2×                                          | 25:28(9:12) | 5× · 3×                        | gospodarz Widzów: 2315 Sędzia: Karim Gasmi Raouf Gasmi |

| 12 października 201619:15 | FC Barcelona    | 38:25(21:12) | Kadetten Schaffhausen | gospodarz Widzów: 2847 Sędzia: Evgeny Zotin Nikolay Volodkov |
| 12 października 201619:15 | Kirił Łazarow 7 | 38:25(21:12) | 7 Luka Maros          | gospodarz Widzów: 2847 Sędzia: Evgeny Zotin Nikolay Volodkov |
| 12 października 201619:15 | 2× · 3×         | 38:25(21:12) | 4× · 3×               | gospodarz Widzów: 2847 Sędzia: Evgeny Zotin Nikolay Volodkov |

| 15 października 201617:30 | MVM Veszprém KC                | 21:19(13:10) | THW Kiel      | gospodarz Widzów: 5019 Sędzia: Václav Horáček Jiří Novotný |
| 15 października 201617:30 | Gašper Marguč 5 Gábor Ancsin 5 | 21:19(13:10) | 7 Marko Vujin | gospodarz Widzów: 5019 Sędzia: Václav Horáček Jiří Novotný |
| 15 października 201617:30 | 6× · 3×                        | 21:19(13:10) | 5× · 3×       | gospodarz Widzów: 5019 Sędzia: Václav Horáček Jiří Novotný |

| 16 października 201616:50 | Bjerringbro-Silkeborg                             | 33:24(18:14) | Orlen Wisła Płock | gospodarz Widzów: 2008 Sędzia: Amar Konjicanin Dino Konjicanin |
| 16 października 201616:50 | Nikolaj Markussen 7 Michael Vestergaard Knudsen 7 | 33:24(18:14) | 6 Gilberto Duarte | gospodarz Widzów: 2008 Sędzia: Amar Konjicanin Dino Konjicanin |
| 16 października 201616:50 | 4× · 2×                                           | 33:24(18:14) | 6× · 3×           | gospodarz Widzów: 2008 Sędzia: Amar Konjicanin Dino Konjicanin |

| 16 października 201618:30 | Paris SG Handball | 27:22(13:11) | SG Flensburg-Handewitt   | gospodarz Widzów: 2200 Sędzia: Matija Gubica Boris Milošević |
| 16 października 201618:30 | Uwe Gensheimer 7  | 27:22(13:11) | 5 Johan Mikael Jakobsson | gospodarz Widzów: 2200 Sędzia: Matija Gubica Boris Milošević |
| 16 października 201618:30 | 4× · 1×           | 27:22(13:11) | 5× · 2×                  | gospodarz Widzów: 2200 Sędzia: Matija Gubica Boris Milošević |

| 19 października 201618:30 | SG Flensburg-Handewitt | 22:20(9:10) | Orlen Wisła Płock | gospodarz Widzów: 5077 Sędzia: Nenad Krstič Peter Ljubič |
| 19 października 201618:30 | Hampus Wanne 5         | 22:20(9:10) | 6 Lovro Mihić     | gospodarz Widzów: 5077 Sędzia: Nenad Krstič Peter Ljubič |
| 19 października 201618:30 | 3× · 2×                | 22:20(9:10) | 5× · 2×           | gospodarz Widzów: 5077 Sędzia: Nenad Krstič Peter Ljubič |

| 22 października 201617:30 | THW Kiel          | 32:29(19:15) | Kadetten Schaffhausen        | gospodarz Widzów: 9846 Sędzia: Sławe Nikołow Ǵorǵi Naczewski |
| 22 października 201617:30 | Domagoj Duvnjak 5 | 32:29(19:15) | 8 Gábor Császár 8 Luka Maros | gospodarz Widzów: 9846 Sędzia: Sławe Nikołow Ǵorǵi Naczewski |
| 22 października 201617:30 | 1× · 3×           | 32:29(19:15) | 4× · 3×                      | gospodarz Widzów: 9846 Sędzia: Sławe Nikołow Ǵorǵi Naczewski |

| 22 października 201619:15 | FC Barcelona    | 26:23(16:11) | MVM Veszprém KC | gospodarz Widzów: 4948 Sędzia: Zigmārs Sondors Renārs Līcis |
| 22 października 201619:15 | Wa’il Dżalluz 7 | 26:23(16:11) | 5 Dragan Gajić  | gospodarz Widzów: 4948 Sędzia: Zigmārs Sondors Renārs Līcis |
| 22 października 201619:15 | 3× · 3×         | 26:23(16:11) | 5× · 2×         | gospodarz Widzów: 4948 Sędzia: Zigmārs Sondors Renārs Līcis |

| 23 października 201616:50 | Bjerringbro-Silkeborg | 30:36(16:19) | Paris SG Handball  | gospodarz Widzów: 10204 Sędzia: Nenad Nikolić Dusan Stojković |
| 23 października 201616:50 | Nikolaj Markussen 6   | 30:36(16:19) | 9 Nikola Karabatić | gospodarz Widzów: 10204 Sędzia: Nenad Nikolić Dusan Stojković |
| 23 października 201616:50 | 5× · 3×               | 30:36(16:19) | 4× · 3×            | gospodarz Widzów: 10204 Sędzia: Nenad Nikolić Dusan Stojković |

| 9 listopada 201618:30 | Orlen Wisła Płock | 24:22(12:13) | THW Kiel      | gospodarz Widzów: 4800 Sędzia: Nenad Nikolić Dusan Stojković |
| 9 listopada 201618:30 | Šime Ivić 6       | 24:22(12:13) | 6 Marko Vujin | gospodarz Widzów: 4800 Sędzia: Nenad Nikolić Dusan Stojković |
| 9 listopada 201618:30 | 3× · 3×           | 24:22(12:13) | 2× · 3×       | gospodarz Widzów: 4800 Sędzia: Nenad Nikolić Dusan Stojković |

| 10 listopada 201620:30 | Kadetten Schaffhausen | 26:29(13:15) | SG Flensburg-Handewitt                | gospodarz Widzów: 3500 Sędzia: Ivan Cacador Eurico Nicolau |
| 10 listopada 201620:30 | Gábor Császár 8       | 26:29(13:15) | 5 Holger Glandorf 5 Lasse Svan Hansen | gospodarz Widzów: 3500 Sędzia: Ivan Cacador Eurico Nicolau |
| 10 listopada 201620:30 | 1× · 3×               | 26:29(13:15) | 1× · 2×                               | gospodarz Widzów: 3500 Sędzia: Ivan Cacador Eurico Nicolau |

| 12 listopada 201617:00 | MVM Veszprém KC | 30:29(17:13) | Bjerringbro-Silkeborg | gospodarz Widzów: 5019 Sędzia: Radojko Brkic Andrei Jusufhodzic |
| 12 listopada 201617:00 | Momir Ilić 8    | 30:29(17:13) | 6 Stefan Hundstrup    | gospodarz Widzów: 5019 Sędzia: Radojko Brkic Andrei Jusufhodzic |
| 12 listopada 201617:00 | 4× · 3×         | 30:29(17:13) | 4× · 3×               | gospodarz Widzów: 5019 Sędzia: Radojko Brkic Andrei Jusufhodzic |

| 12 listopada 201618:30 | Paris SG Handball | 33:26(15:12) | FC Barcelona | gospodarz Widzów: 2800 Sędzia: Andrei Gousko Siarhei Repkin |
| 12 listopada 201618:30 | Nedim Remili 9    | 33:26(15:12) | 5 Dika Mem   | gospodarz Widzów: 2800 Sędzia: Andrei Gousko Siarhei Repkin |
| 12 listopada 201618:30 | 3× · 3×           | 33:26(15:12) | 1× · 3×      | gospodarz Widzów: 2800 Sędzia: Andrei Gousko Siarhei Repkin |

| 17 listopada 201619:00 | Orlen Wisła Płock  | 33:26(15:12) | Kadetten Schaffhausen | gospodarz Widzów: 4532 Sędzia: Igor Covalciuc Alexei Covalciuc |
| 17 listopada 201619:00 | Valentin Ghionea 6 | 33:26(15:12) | 7 Gábor Császár       | gospodarz Widzów: 4532 Sędzia: Igor Covalciuc Alexei Covalciuc |
| 17 listopada 201619:00 | 2× · 2×            | 33:26(15:12) | 4× · 3×               | gospodarz Widzów: 4532 Sędzia: Igor Covalciuc Alexei Covalciuc |

| 20 listopada 201616:50 | Bjerringbro-Silkeborg                       | 23:27(13:11) | FC Barcelona                      | gospodarz Widzów: 2425 Sędzia: Václav Horáček Jiří Novotný |
| 20 listopada 201616:50 | Sebastian Skube 5 Allan Damgaard Espersen 5 | 23:27(13:11) | 6 Lasse Andersson 6 Kirił Łazarow | gospodarz Widzów: 2425 Sędzia: Václav Horáček Jiří Novotný |
| 20 listopada 201616:50 | 5× · 2× · 1×                                | 23:27(13:11) | 5× · 1×                           | gospodarz Widzów: 2425 Sędzia: Václav Horáček Jiří Novotný |

| 20 listopada 201617:00 | MVM Veszprém KC | 28:29(14:15) | Paris SG Handball | gospodarz Widzów: 5019 Sędzia: Nenad Krstič Peter Ljubič |
| 20 listopada 201617:00 | Momir Ilić 8    | 28:29(14:15) | 8 Uwe Gensheimer  | gospodarz Widzów: 5019 Sędzia: Nenad Krstič Peter Ljubič |
| 20 listopada 201617:00 | 5× · 4×         | 28:29(14:15) | 6× · 3×           | gospodarz Widzów: 5019 Sędzia: Nenad Krstič Peter Ljubič |

| 20 listopada 201619:30 | THW Kiel                             | 22:30(12:14) | SG Flensburg-Handewitt    | gospodarz Widzów: 10285 Sędzia: Arnar Sigurjónsson Svavar Ólafur Pétursson |
| 20 listopada 201619:30 | Steffen Weinhold 4 Christian Zeitz 4 | 22:30(12:14) | 6 Anders Eggert Magnussen | gospodarz Widzów: 10285 Sędzia: Arnar Sigurjónsson Svavar Ólafur Pétursson |
| 20 listopada 201619:30 | 5× · 3×                              | 22:30(12:14) | 5× · 3×                   | gospodarz Widzów: 10285 Sędzia: Arnar Sigurjónsson Svavar Ólafur Pétursson |

| 23 listopada 201618:30 | SG Flensburg-Handewitt    | 25:26(13:17) | THW Kiel                                            | gospodarz Widzów: 6300 Sędzia: Sorin-Laurenţiu Dinu Constantin Din |
| 23 listopada 201618:30 | Anders Eggert Magnussen 7 | 25:26(13:17) | 5 Domagoj Duvnjak 5 Niclas Ekberg 5 Christian Zeitz | gospodarz Widzów: 6300 Sędzia: Sorin-Laurenţiu Dinu Constantin Din |
| 23 listopada 201618:30 | 2× · 3×                   | 25:26(13:17) | 6× · 3× · 1×                                        | gospodarz Widzów: 6300 Sędzia: Sorin-Laurenţiu Dinu Constantin Din |

| 26 listopada 201620:00 | Kadetten Schaffhausen | 27:25(12:14) | Orlen Wisła Płock  | gospodarz Widzów: 2400 Sędzia: Zigmārs Sondors Renārs Līcis |
| 26 listopada 201620:00 | Gábor Császár 8       | 27:25(12:14) | 5 Dmitrij Żytnikow | gospodarz Widzów: 2400 Sędzia: Zigmārs Sondors Renārs Līcis |
| 26 listopada 201620:00 | 6× · 2×               | 27:25(12:14) | 8× · 3× · 1×       | gospodarz Widzów: 2400 Sędzia: Zigmārs Sondors Renārs Līcis |

| 27 listopada 201617:00 | Paris SG Handball | 28:24(14:12) | MVM Veszprém KC   | gospodarz Widzów: 2800 Sędzia: Michal Badura Jaroslav Ondogrecula |
| 27 listopada 201617:00 | Uwe Gensheimer 6  | 28:24(14:12) | 5 Aron Pálmarsson | gospodarz Widzów: 2800 Sędzia: Michal Badura Jaroslav Ondogrecula |
| 27 listopada 201617:00 | 1× · 4×           | 28:24(14:12) | 2× · 2×           | gospodarz Widzów: 2800 Sędzia: Michal Badura Jaroslav Ondogrecula |

| 27 listopada 201617:30 | FC Barcelona    | 34:19(18:10) | Bjerringbro-Silkeborg     | gospodarz Widzów: 2923 Sędzia: Ivan Cacador Eurico Nicolau |
| 27 listopada 201617:30 | Kirił Łazarow 7 | 34:19(18:10) | 4 Allan Damgaard Espersen | gospodarz Widzów: 2923 Sędzia: Ivan Cacador Eurico Nicolau |
| 27 listopada 201617:30 | 3×              | 34:19(18:10) | 4× · 3×                   | gospodarz Widzów: 2923 Sędzia: Ivan Cacador Eurico Nicolau |

| 3 grudnia 201617:30 | THW Kiel          | 24:24(15:9) | Orlen Wisła Płock | gospodarz Widzów: 9700 Sędzia: Andrei Gousko Siarhei Repkin |
| 3 grudnia 201617:30 | Domagoj Duvnjak 7 | 24:24(15:9) | 6 Lovro Mihić     | gospodarz Widzów: 9700 Sędzia: Andrei Gousko Siarhei Repkin |
| 3 grudnia 201617:30 | 2× · 3×           | 24:24(15:9) | 1× · 3×           | gospodarz Widzów: 9700 Sędzia: Andrei Gousko Siarhei Repkin |

| 3 grudnia 201620:30 | FC Barcelona    | 35:32(14:14) | Paris SG Handball | gospodarz Widzów: 6110 Sędzia: Lars Geipel Marcus Helbig |
| 3 grudnia 201620:30 | Kirił Łazarow 9 | 35:32(14:14) | 7 Mikkel Hansen   | gospodarz Widzów: 6110 Sędzia: Lars Geipel Marcus Helbig |
| 3 grudnia 201620:30 | 4× · 3×         | 35:32(14:14) | 5× · 2×           | gospodarz Widzów: 6110 Sędzia: Lars Geipel Marcus Helbig |

| 4 grudnia 201616:50 | Bjerringbro-Silkeborg                  | 24:29(9:15) | MVM Veszprém KC | gospodarz Widzów: 2140 Sędzia: Sławe Nikołow Ǵorǵi Naczewski |
| 4 grudnia 201616:50 | Sebastian Skube 5 Kristian Klitgaard 5 | 24:29(9:15) | 6 Momir Ilić    | gospodarz Widzów: 2140 Sędzia: Sławe Nikołow Ǵorǵi Naczewski |
| 4 grudnia 201616:50 | 3× · 4×                                | 24:29(9:15) | 6× · 3×         | gospodarz Widzów: 2140 Sędzia: Sławe Nikołow Ǵorǵi Naczewski |

| 11 lutego 201717:30 | MVM Veszprém KC | 22:25(14:13) | FC Barcelona          | gospodarz Widzów: 5019 Sędzia: Nenad Nikolić Dusan Stojković |
| 11 lutego 201717:30 | László Nagy 6   | 22:25(14:13) | 5 Valero Rivera Folch | gospodarz Widzów: 5019 Sędzia: Nenad Nikolić Dusan Stojković |
| 11 lutego 201717:30 | 4× · 3×         | 22:25(14:13) | 6× · 3×               | gospodarz Widzów: 5019 Sędzia: Nenad Nikolić Dusan Stojković |

| 11 lutego 201717:30 | Kadetten Schaffhausen                          | 25:30(13:13) | THW Kiel        | gospodarz Widzów: 3500 Sędzia: Nenad Krstič Peter Ljubič |
| 11 lutego 201717:30 | Dimitrij Küttel 5 Gábor Császár 5 Luka Maros 5 | 25:30(13:13) | 8 Niclas Ekberg | gospodarz Widzów: 3500 Sędzia: Nenad Krstič Peter Ljubič |
| 11 lutego 201717:30 | 4× · 2×                                        | 25:30(13:13) | 3× · 3×         | gospodarz Widzów: 3500 Sędzia: Nenad Krstič Peter Ljubič |

| 11 lutego 201720:30 | Paris SG Handball   | 32:27(18:13) | Bjerringbro-Silkeborg  | gospodarz Widzów: 3400 Sędzia: Sorin-Laurentiu Dinu Constantin Din |
| 11 lutego 201720:30 | Nikola Karabatić 11 | 32:27(18:13) | 6 Nikolaj Øris Nielsen | gospodarz Widzów: 3400 Sędzia: Sorin-Laurentiu Dinu Constantin Din |
| 11 lutego 201720:30 | 3× · 3×             | 32:27(18:13) | 1× · 3×                | gospodarz Widzów: 3400 Sędzia: Sorin-Laurentiu Dinu Constantin Din |

| 12 lutego 201717:30 | Orlen Wisła Płock | 30:37(16:18) | SG Flensburg-Handewitt        | gospodarz Widzów: 4500 Sędzia: Jónas Elíasson Anton Pálsson |
| 12 lutego 201717:30 | Šime Ivić 6       | 30:37(16:18) | 5 Hampus Wanne 5 Petar Đorđić | gospodarz Widzów: 4500 Sędzia: Jónas Elíasson Anton Pálsson |
| 12 lutego 201717:30 | 4× · 3×           | 30:37(16:18) | 6× · 3×                       | gospodarz Widzów: 4500 Sędzia: Jónas Elíasson Anton Pálsson |

| 15 lutego 201718:30 | THW Kiel        | 25:27(15:15) | MVM Veszprém KC | gospodarz Widzów: 10285 Sędzia: Matija Gubica Boris Milošević |
| 15 lutego 201718:30 | Niclas Ekberg 7 | 25:27(15:15) | 7 Momir Ilić    | gospodarz Widzów: 10285 Sędzia: Matija Gubica Boris Milošević |
| 15 lutego 201718:30 | 3× · 3×         | 25:27(15:15) | 5× · 3×         | gospodarz Widzów: 10285 Sędzia: Matija Gubica Boris Milošević |

| 16 lutego 201720:00 | Kadetten Schaffhausen | 24:31(10:18) | FC Barcelona         | gospodarz Widzów: 3350 Sędzia: Lars Jørum Håvard Kleven |
| 16 lutego 201720:00 | Gábor Császár 7       | 24:31(10:18) | 5 Timothey N'Guessan | gospodarz Widzów: 3350 Sędzia: Lars Jørum Håvard Kleven |
| 16 lutego 201720:00 | 4× · 2×               | 24:31(10:18) | 2× · 2×              | gospodarz Widzów: 3350 Sędzia: Lars Jørum Håvard Kleven |

| 18 lutego 201716:00 | Orlen Wisła Płock | 28:25(13:15) | Bjerringbro-Silkeborg | gospodarz Widzów: 4360 Sędzia: Novica Mitrović Miljan Vešović |
| 18 lutego 201716:00 | Gilberto Duarte 7 | 28:25(13:15) | 5 Michael V. Knudsen  | gospodarz Widzów: 4360 Sędzia: Novica Mitrović Miljan Vešović |
| 18 lutego 201716:00 | 4× · 3× · 1×      | 28:25(13:15) | 2× · 2×               | gospodarz Widzów: 4360 Sędzia: Novica Mitrović Miljan Vešović |

| 18 lutego 201717:30 | SG Flensburg-Handewitt | 33:34(18:15) | Paris SG Handball | gospodarz Widzów: 63000 Sędzia: Martin Gjeding Mads Hansen |
| 18 lutego 201717:30 | Rasmus Lauge 5         | 33:34(18:15) | 6 Nedim Remili    | gospodarz Widzów: 63000 Sędzia: Martin Gjeding Mads Hansen |
| 18 lutego 201717:30 | 2× · 1×                | 33:34(18:15) | 2× · 3×           | gospodarz Widzów: 63000 Sędzia: Martin Gjeding Mads Hansen |

| 25 lutego 201717:00 | MVM Veszprém KC | 31:25(18:14) | Orlen Wisła Płock              | gospodarz Widzów: 5100 Sędzia: Vaidas Mažeika Mindaugas Gatelis |
| 25 lutego 201717:00 | Momir Ilić 7    | 31:25(18:14) | 4 Šime Ivić 4 Dmitrij Żytnikow | gospodarz Widzów: 5100 Sędzia: Vaidas Mažeika Mindaugas Gatelis |
| 25 lutego 201717:00 | 6× · 3×         | 31:25(18:14) | 4× · 2×                        | gospodarz Widzów: 5100 Sędzia: Vaidas Mažeika Mindaugas Gatelis |

| 25 lutego 201717:30 | THW Kiel                          | 21:24(11:10) | Bjerringbro-Silkeborg | gospodarz Widzów: 10285 Sędzia: Václav Horáček Jiří Novotný |
| 25 lutego 201717:30 | Domagoj Duvnjak 4 Niclas Ekberg 4 | 21:24(11:10) | 7 Michael V. Knudsen  | gospodarz Widzów: 10285 Sędzia: Václav Horáček Jiří Novotný |
| 25 lutego 201717:30 | 3× · 3×                           | 21:24(11:10) | 1× · 2×               | gospodarz Widzów: 10285 Sędzia: Václav Horáček Jiří Novotný |

| 25 lutego 201720:00 | Paris SG Handball                | 34:26(17:16) | Kadetten Schaffhausen | gospodarz Widzów: 2800 Sędzia: Alexey Kiyashko Dmitriy Kiselev |
| 25 lutego 201720:00 | Uwe Gensheimer 6 Mikkel Hansen 6 | 34:26(17:16) | 10 Gábor Császár      | gospodarz Widzów: 2800 Sędzia: Alexey Kiyashko Dmitriy Kiselev |
| 25 lutego 201720:00 | 4× · 4×                          | 34:26(17:16) | 4× · 3×               | gospodarz Widzów: 2800 Sędzia: Alexey Kiyashko Dmitriy Kiselev |

| 26 lutego 201719:30 | FC Barcelona          | 26:23(14:12) | SG Flensburg-Handewitt | gospodarz Widzów: 4107 Sędzia: Sławe Nikołow Ǵorǵi Naczewski |
| 26 lutego 201719:30 | Valero Rivera Folch 4 | 26:23(14:12) | 6 Bogdan Radivojević   | gospodarz Widzów: 4107 Sędzia: Sławe Nikołow Ǵorǵi Naczewski |
| 26 lutego 201719:30 | 3× · 3×               | 26:23(14:12) | 2× · 3×                | gospodarz Widzów: 4107 Sędzia: Sławe Nikołow Ǵorǵi Naczewski |

| 2 marca 201720:00 | Kadetten Schaffhausen | 27:28(15:16) | MVM Veszprém KC             | gospodarz Widzów: 2860 Sędzia: Amar Konjicanin Dino Konjicanin |
| 2 marca 201720:00 | Luka Maros 8          | 27:28(15:16) | 5 Momir Ilić 5 Dragan Gajić | gospodarz Widzów: 2860 Sędzia: Amar Konjicanin Dino Konjicanin |
| 2 marca 201720:00 | 5× · 1×               | 27:28(15:16) | 2× · 2×                     | gospodarz Widzów: 2860 Sędzia: Amar Konjicanin Dino Konjicanin |

| 4 marca 201717:30 | SG Flensburg-Handewitt                                     | 26:24(10:11) | Bjerringbro-Silkeborg  | gospodarz Widzów: 5867 Sędzia: Bojan Lah David Sok |
| 4 marca 201717:30 | Anders Zachariassen 5 Rasmus Lauge Schmidt 5 Kentin Mahé 5 | 26:24(10:11) | 7 Nikolaj Øris Nielsen | gospodarz Widzów: 5867 Sędzia: Bojan Lah David Sok |
| 4 marca 201717:30 | 2× · 3×                                                    | 26:24(10:11) | 4× · 3×                | gospodarz Widzów: 5867 Sędzia: Bojan Lah David Sok |

| 5 marca 201718:00 | Orlen Wisła Płock | 25:29(11:14) | Paris SG Handball | gospodarz Widzów: 5287 Sędzia: Nenad Krstič Peter Ljubič |
| 5 marca 201718:00 | Šime Ivić 6       | 25:29(11:14) | 7 Uwe Gensheimer  | gospodarz Widzów: 5287 Sędzia: Nenad Krstič Peter Ljubič |
| 5 marca 201718:00 | 5× · 3×           | 25:29(11:14) | 3× · 3×           | gospodarz Widzów: 5287 Sędzia: Nenad Krstič Peter Ljubič |

| 5 marca 201719:45 | THW Kiel        | 27:27(13:15) | FC Barcelona    | gospodarz Widzów: 10049 Sędzia: Jonas Eliasson Anton Palsson |
| 5 marca 201719:45 | Niclas Ekberg 8 | 27:27(13:15) | 8 Kirił Łazarow | gospodarz Widzów: 10049 Sędzia: Jonas Eliasson Anton Palsson |
| 5 marca 201719:45 | 4× · 3×         | 27:27(13:15) | 6× · 4×         | gospodarz Widzów: 10049 Sędzia: Jonas Eliasson Anton Palsson |

| 8 marca 201718:30 | SG Flensburg-Handewitt | 31:26(15:14) | Kadetten Schaffhausen | gospodarz Widzów: 5567 Sędzia: Bartosz Leszczyński Marcin Piechota |
| 8 marca 201718:30 | Bogdan Radivojević 7   | 31:26(15:14) | 9 Andrija Pendić      | gospodarz Widzów: 5567 Sędzia: Bartosz Leszczyński Marcin Piechota |
| 8 marca 201718:30 | 3× · 3×                | 31:26(15:14) | 5× · 3×               | gospodarz Widzów: 5567 Sędzia: Bartosz Leszczyński Marcin Piechota |

| 11 marca 201717:30 | MVM Veszprém KC | 34:28(17:18) | SG Flensburg-Handewitt           | gospodarz Widzów: 5019 Sędzia: Michal Baďura Jaroslav Ondogrecula |
| 11 marca 201717:30 | Momir Ilić 9    | 34:28(17:18) | 5 Holger Glandorf 5 Rasmus Lauge | gospodarz Widzów: 5019 Sędzia: Michal Baďura Jaroslav Ondogrecula |
| 11 marca 201717:30 | 4× · 3× · 1×    | 34:28(17:18) | 6× · 2×                          | gospodarz Widzów: 5019 Sędzia: Michal Baďura Jaroslav Ondogrecula |

| 11 marca 201720:00 | FC Barcelona   | 36:28(17:15) | Orlen Wisła Płock | gospodarz Widzów: 3855 Sędzia: Fabian Baumgart Sascha Wild |
| 11 marca 201720:00 | Víctor Tomás 7 | 36:28(17:15) | 7 Šime Ivić       | gospodarz Widzów: 3855 Sędzia: Fabian Baumgart Sascha Wild |
| 11 marca 201720:00 | 3× · 3×        | 36:28(17:15) | 5× · 3×           | gospodarz Widzów: 3855 Sędzia: Fabian Baumgart Sascha Wild |

| 12 marca 201716:50 | Bjerringbro-Silkeborg                                            | 37:32(18:14) | Kadetten Schaffhausen                              | gospodarz Widzów: 2424 Sędzia: Péter Horváth Balázs Marton |
| 12 marca 201716:50 | Sebastian Skube 7 Allan Damgaard Espersen 7 Michael V. Knudsen 7 | 37:32(18:14) | 6 Lucas Meister 6 Manuel Liniger 6 Dimitrij Küttel | gospodarz Widzów: 2424 Sędzia: Péter Horváth Balázs Marton |
| 12 marca 201716:50 | 3× · 3×                                                          | 37:32(18:14) | 7× · 3× · 1×                                       | gospodarz Widzów: 2424 Sędzia: Péter Horváth Balázs Marton |

| 12 marca 201717:00 | Paris SG Handball                   | 42:24(22:10) | THW Kiel      | gospodarz Widzów: 2700 Sędzia: Evgeny Zotin Nikolay Volodkov |
| 12 marca 201717:00 | Uwe Gensheimer 7 Nikola Karabatić 7 | 42:24(22:10) | 5 Marko Vujin | gospodarz Widzów: 2700 Sędzia: Evgeny Zotin Nikolay Volodkov |
| 12 marca 201717:00 | 3× · 3×                             | 42:24(22:10) | 3× · 2×       | gospodarz Widzów: 2700 Sędzia: Evgeny Zotin Nikolay Volodkov |